# Onciderini

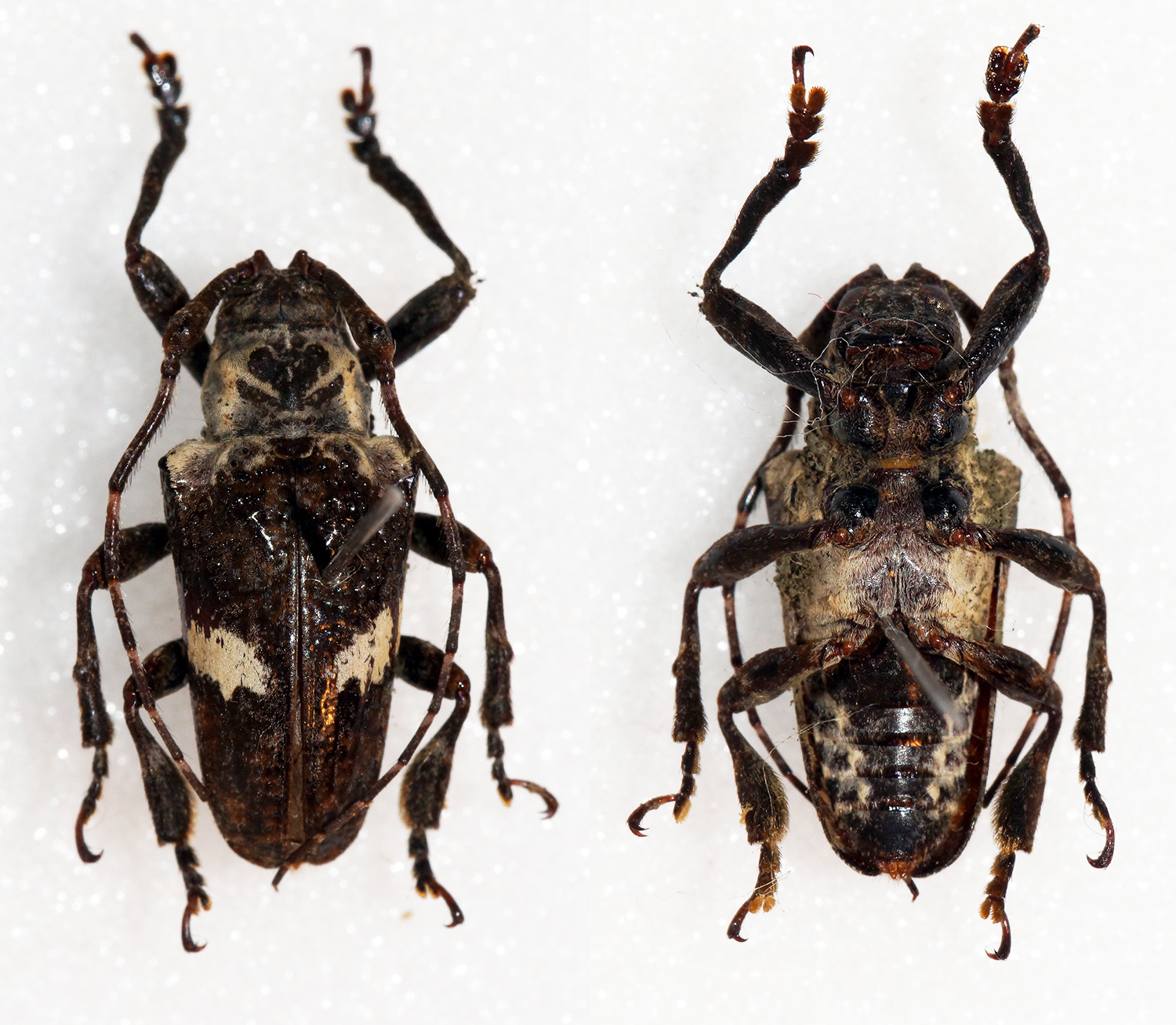
Cipriscola fasciata

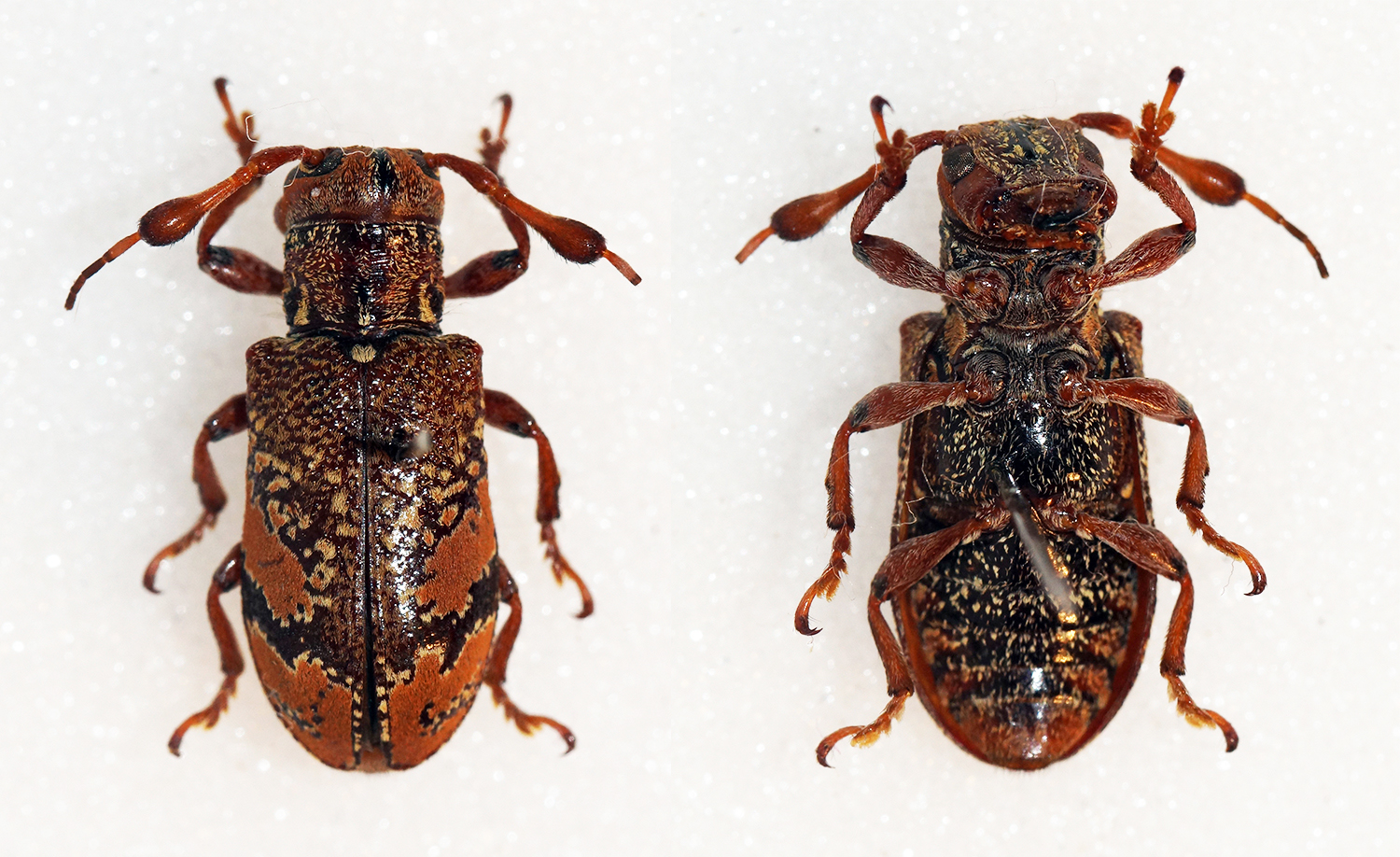
Strioderes peruanus

Onciderini – plemię chrząszczy z rodziny kózkowatych i z podrodziny zgrzypikowych. 

## Zasięg występowania
Przedstawiciele tego plemienia występują w obu Amerykach od USA na północy po Chile i Argentynę na południu.

## Systematyka
Do Onciderini należą 544 gatunki, 81 rodzajów i 2 podplemiona:

- Podplemię: Hypsiomina
  - Cordites
  - Eudesmus
  - Euthima
  - Furona
  - Hesycha
  - Hypselomus
  - Hypsioma
  - Ischiocentra
  - Lingafelteria
  - Lydipta
  - Midamiella
  - Neodillonia
  - Onocephala
  - Sternycha
  - Stethoperma
  - Sulpitus
  - Tulcus
  - Venustus
- Podplemię: Onciderina
  - Cacostola
  - Cylicasta
  - Ecthoea
  - Hesychotypa
  - Lochmaeocles
  - Oncideres
  - Trachysomus
  - Trestonia
  - Tybalmia

Rodzaje nie zaliczane do żadnego z podplemion:
- - Agaritha
  - Alexera
  - Apamauta
  - Apocoptoma
  - Bacuris
  - Bucoides
  - Carenesycha
  - Cherentes
  - Chitron
  - Cicatrodea
  - Clavidesmus
  - Cnemosioma
  - Cydros
  - Delilah
  - Ephiales
  - Esonius
  - Eupalessa
  - Glypthaga
  - Iaquira
  - Ischioderes
  - Ischiosioma
  - Lachaerus
  - Lachnia
  - Lesbates
  - Leus
  - Marensis
  - Microcanus
  - Monneoncideres
  - Neocherentes
  - Neohylus
  - Neolampedusa
  - Oncioderes
  - Paratrachysomus
  - Paratritania
  - Pericasta
  - Periergates
  - Peritrox
  - Plerodia
  - Priscatoides
  - Prohylus
  - Proplerodia
  - Pseudobeta
  - Pseudoperma
  - Psyllotoxoides
  - Strioderes
  - Thomsonista
  - Tibiosioma
  - Touroultia
  - Trestoncideres
  - Tritania
  - Tulcoides
  - Typhlocerus
  - Velozideres
  - Xylomimus